# Анджушич, Данило
Данило Анджушич (серб. Данило Анђушић; род. 22 апреля 1991, Белград) — сербский баскетболист, играющий на позиции атакующего защитника.

## Карьера
Начал свою профессиональную карьеру в 15 лет и подписал первый контракт с «Хемофарм». В сезоне 2010/2011 Анджушич набирал в среднем 3,7 очка в Адриатической лиге и 6,3 очка – в чемпионате Сербии.
В сентябре 2011 года стал игроком «Партизана». 28 декабря 2012 Анджушич и сербский клуб подписали соглашение о расторжении контракта.
13 февраля подписал контракт с «Виртусом» (Болонья) на 4 года. В октябре 2013 года Анджушич был отдан в аренду в испанский «Вальядолид» на сезон 2013/2014.
В августе 2014 года стал игроком «Бильбао». В июле 2015 года расторг с ними контракт.
В октябре 2015 года подписал контракт с «Партизаном» до января 2016 года с опцией продления контракта до конца сезона. 30 декабря 2015 года расстался с клубом.
5 января 2016 года подписал контракт до конца сезона с польской командой «Анвил».
17 сентября 2016 года Анджушич подписал контракт с «Пармой», став первым иностранным игроком в истории клуба. В 15 матчах Единой лиги ВТБ набирал в среднем 19,8 очка, 3,8 подбора и 3,7 передачи.
19 января 2017 года стал известен состав команд на «Матч всех звёзд Единой лиги ВТБ». По итогам голосования болельщиков и анкетирования СМИ Анджушич не попал в состав команды «Звёзды Мира», но стал резервным игроком. 7 февраля Данило заменил в составе команды Милоша Теодосича, который продолжил восстановление после травмы.
В феврале 2017 года Анджушич перешёл в УНИКС, подписав контракт по схеме «1+1». В 5 матчах Единой лиги ВТБ набирал в среднем 2,2 очка.
В ноябре 2018 года продолжил карьеру в «Игокеа».

## Сборная Сербии
В составе кадетской сборной Сербии (до 16 лет) Анджушич стал чемпионом Европы, набирая в 8 играх в среднем по 6,3 очка и 2,0 подбора.
В июне 2013 Анджушич попал в предварительный состав сборной Сербии для участия в чемпионате Европы в Словении.

## Личная жизнь
В 2015 году женился на спортсменке Иване Максимович, участнице олимпийской сборной Сербии по пулевой стрельбе.

## Достижения

### Клубные
- Чемпион Сербии: 2011/2012
- Обладатель Кубка Боснии и Герцеговины: 2018/2019
- Обладатель Кубка Радивоя Корача: 2011/2012

### Сборная Сербии
- Победитель чемпионата Европы (до 18 лет): 2009
- Победитель чемпионата Европы (до 16 лет): 2007